# 夏新 (1963年)
夏新（1963年11月—），河南新乡人，1983年8月参加工作，1986年11月加入中共，全日制工学硕士，高级工程师。
1983年8月至2002年8月，历任航天工业部第三研究院8358所干部、副处长、处长；2002年8月，任天津新技术产业园区华苑软件园管理中心主任；2007年4月，任天津滨海高新技术产业开发区管理委员会经济发展局局长；2011年5月，任天津市委滨海高新技术产业开发区工委委员、天津滨海高新技术产业开发区管委会副主任；2014年9月任天津市委滨海高新技术产业开发区工委委员、天津滨海高新技术产业开发区管委会副主任，中共宁河县委常委副县长。
2016年3月，任中共宁河区委副书记、代区长；2016年4月任宁河区区长。